# 阿利冰川
79°58′S 158°5′E / 79.967°S 158.083°E
阿利冰川（英語：Alley Glacier）是南極洲的冰川，位於奧次地，流經不列顛嶺北坡，最終注入達爾文冰川，以美國冰川學家命名，現時由南極條約體系管理。